# Strunjan
Das europäische Vogelschutzgebiet Strunjan liegt an der slowenischen Adriaküste auf dem Gebiet der Gemeinden Piran und Izola. Das etwa 188 Hektar große Vogelschutzgebiet  umfasst die Salinen von Strunjan mit der Lagune von Stjuža, den inneren Teil der Strunjan-Bucht und einen 200 Meter langen Meeresstreifen zwischen den Kaps Strunjan und Kane. Der Meeresboden ist überall recht flach und überschreitet im 80 m langen Küstenstreifen selten eine Tiefe von 8 m.

## Schutzzweck
Folgende Vogelarten sind für das Gebiet gemeldet; Arten, die im Anhang I der Vogelschutzrichtlinie geführt sind, sind mit * gekennzeichnet:
| Bild                     | Anhang I | EU Code | Art                      | wissenschaftlicher Name               |
| ------------------------ | -------- | ------- | ------------------------ | ------------------------------------- |
| Seidenreiher             | *        | A026    | Seidenreiher             | Egretta garzetta                      |
| Schwarzkopfmöwe          | *        | A176    | Schwarzkopfmöwe          | Larus melanocephalus                  |
| Mittelmeer-Krähenscharbe | *        | A392    | Mittelmeer-Krähenscharbe | Phalacrocorax aristotelis desmarestii |
| Brandseeschwalbe         | *        | A191    | Brandseeschwalbe         | Sterna sandvicensis                   |